# Kingdom: Legendary War
Kingdom: Legendary War (hangul: 킹덤: 엠넷 프로그램) é um programa de televisão que vai ao ar na Mnet desde o dia 1 de abril de 2021, todas as quintas-feiras às 20:00 (KST). É conhecido como a versão masculina do Queendom (2019) e a sequência de Road to Kingdom (2020).

## Visão geral
O programa é uma batalha entre 6 grupos masculinos do Kpop. O programa apresenta 4 rodadas de apresentações, com a rodada final sendo transmitida ao vivo.
O vencedor do programa terá um reality show e um show especial intitulado Semana do Kingdom.

## Promoção e transmissão
Uma competição preliminar, intitulada Road to Kingdom, foi ao ar de 30 de abril a 18 de junho de 2020. The Boyz venceu a competição, garantindo uma vaga no Kingdom.  Em 6 de dezembro, através do 2020 Mnet Asian Music Awards (MAMA), a primeira formação do Kingdom foi anunciada, consistindo no vencedor do Road to Kingdom, The Boyz, ao lado de Stray Kids e Ateez.  
Em 22 de janeiro de 2021, a Mnet confirmou que os apresentadores do programa seriam o TVXQ.   Seis dias depois, a emissora confirmou que iKON, SF9 e BtoB se juntariam ao programa. 
Em 17 de fevereiro de 2021, a Mnet lançou o primeiro trailer e anunciou uma transmissão global ao vivo da Etapa de Introdução - Apresentações de 100 Segundos, que foi exibida em 23 de fevereiro de 2021 através do canal da Mnet no YouTube. 
Em 16 de março de 2021, a Mnet lançou pósteres de performance e anunciou uma apresentação especial com integrantes de cada grupo que foi mostrada durante o episódio de 18 de março do M Countdown. 
O programa está sendo exibido na tvN Ásia um dia após a transmissão nacional. 

## Elenco

### Apresentadores
- Changmin (TVXQ)
- Yunho (TVXQ) [a]

### Participantes
| Artista    | Estreia                | Agência               | Integrantes no programa                                                               | Nota(s) |
| ---------- | ---------------------- | --------------------- | ------------------------------------------------------------------------------------- | ------- |
| BtoB       | 21 de março de 2012    | Cube Entertainment    | Eunkwang, Minhyuk, Changsub, Peniel                                                   | [ b ]   |
| iKON       | 15 de setembro de 2015 | YG Entertainment      | JAY (Jinhwan), SONG (Yunhyeong), BOBBY, DK (Donghyuk), JU-NE (Junhoe), CHAN (Chanwoo) | —       |
| SF9        | 5 de outubro de 2016   | FNC Entertainment     | Inseong, Youngbin, Jaeyoon, Dawon, Zuho, Rowoon, Taeyang, Hwiyoung, Chani             | —       |
| The Boyz   | 6 de dezembro de 2017  | Cre.Ker Entertainment | Sangyeon, Jacob, Younghoon, Hyunjae, Juyeon, Kevin, New, Q, Haknyeon, Sunwoo, Eric    | [ c ]   |
| Stray Kids | 25 de março de 2018    | JYP Entertainment     | Bang Chan, Lee Know, Changbin, Hyunjin, Jisung, Felix, Seungmin, I.N                  | [ d ]   |
| Ateez      | 24 de outubro de 2018  | KQ Entertainment      | Hongjoong, Seonghwa, Yunho, Yeosang, San, Mingi, Wooyoung, Jongho                     | [ e ]   |

## Regras
A classificação final geral do programa é baseada nos seguintes critérios:
1. Avaliação do grupo (25%)
2. Avaliação de especialistas (25%)
3. Avaliação global (40%)
4. Contagem das visualizações do vídeo numa plataforma global (10%)

### Etapa de Introdução - Apresentação de 100 Segundos
Cada um dos seis grupos apresentou uma de suas canções de sucesso (que ganharam o primeiro lugar em um show de música) em uma apresentação de 100 segundos.
Não teve uma ordem decidida antes das apresentações. A ordem foi decidida no local, exceto para o grupo do desempenho final, que foi decidido por uma votação prévia dos próprios grupos de quem eles esperavam ganhar o primeiro lugar nesta fase introdutória. O primeiro grupo foi decidido pelo último grupo a se apresentar. Depois que o primeiro grupo se apresentou eles decidiram sobre o segundo grupo que a se apresentar, e o segundo grupo então decidiu sobre o terceiro grupo. O processo continuou até que o último grupo e todas as apresentações foram concluídas.
As apresentações foram transmitidas ao vivo pelo canal da Mnet no YouTube em 23 de fevereiro de 2021. A votação da rodada começou após a transmissão ao vivo e terminou em 27 de fevereiro de 2021 às 23h59 (KST). Os espectadores votaram nas 3 melhores apresentações de sua escolha por meio do aplicativo Whosfan.
O grupo vencedor desta rodada recebeu 1.000 pontos, além do benefício de organizar a ordem de apresentação da próxima rodada.

### Primeira Rodada - Para o Mundo
Cada um dos seis grupos executou uma (ou duas) de suas canções de sucesso representativas, que foi rearranjada e difere das apresentações habituais.
A votação da rodada começou em 15 de abril de 2021 às 22h (KST) e terminou em 18 de abril de 2021 às 23h59 (KST). Os espectadores votaram nas 3 melhores apresentações de sua escolha por meio do aplicativo Whosfan.
Os votos dos especialistas vieram de 30 juízes profissionais, e cada juiz teve 3 votos para dar. A lista de nomes dos especialistas será divulgada ao final do programa.
Para a autoavaliação, cada grupo teve 3 votos para dar e votou em outros grupos que não seu próprio.
O grupo vencedor desta rodada recebeu 20.000 pontos.

### Segunda Rodada - Re:Nascer
Cada um dos seis grupos executou uma música de outro grupo, que foi rearranjada em um estilo diferente.
A votação da rodada começou em 29 de abril de 2021 às 22h (KST) e terminou em 2 de maio de 2021 às 23h59 (KST). Os espectadores votaram nas 3 melhores apresentações de sua escolha por meio do aplicativo Whosfan.

## Apresentações

### Etapa de Introdução - Apresentação de 100 Segundos
- O grupo venceu a rodada
- O grupo ficou em último na rodada

| Episódio | Ordem | Artista    | Nome da Performance              | Votação Global | Classificação | Pontos | Nota(s) |
| -------- | ----- | ---------- | -------------------------------- | -------------- | ------------- | ------ | --- |
| 1        | 1     | Ateez      | 'Wave : Overture'                | 504,215        | 5° lugar      | 0,000  | As apresentações foram transmitidas ao vivo em 23 de fevereiro de 2021, através do canal da Mnet no YouTube. O período de votação foi de 23 a 27 de fevereiro, e os resultados foram anunciados durante o primeiro episódio, em 1º de abril de 2021, para os grupos classificados de 3 a 5. Os grupos classificados em 1, 2 e 6 foram revelados durante o segundo episódio em 8 de abril de 2021. |
| 1        | 2     | BtoB       | 'Beautiful Pain (Choir version)' | 540,621        | 3° lugar      | 0,000  | As apresentações foram transmitidas ao vivo em 23 de fevereiro de 2021, através do canal da Mnet no YouTube. O período de votação foi de 23 a 27 de fevereiro, e os resultados foram anunciados durante o primeiro episódio, em 1º de abril de 2021, para os grupos classificados de 3 a 5. Os grupos classificados em 1, 2 e 6 foram revelados durante o segundo episódio em 8 de abril de 2021. |
| 1        | 3     | SF9        | 'Good Guy (The Glory)'           | 533,458        | 4° lugar      | 0,000  | As apresentações foram transmitidas ao vivo em 23 de fevereiro de 2021, através do canal da Mnet no YouTube. O período de votação foi de 23 a 27 de fevereiro, e os resultados foram anunciados durante o primeiro episódio, em 1º de abril de 2021, para os grupos classificados de 3 a 5. Os grupos classificados em 1, 2 e 6 foram revelados durante o segundo episódio em 8 de abril de 2021. |
| 1        | 4     | Stray Kids | 'Miroh'                          | 690,971        | 1° lugar      | 0,000  | As apresentações foram transmitidas ao vivo em 23 de fevereiro de 2021, através do canal da Mnet no YouTube. O período de votação foi de 23 a 27 de fevereiro, e os resultados foram anunciados durante o primeiro episódio, em 1º de abril de 2021, para os grupos classificados de 3 a 5. Os grupos classificados em 1, 2 e 6 foram revelados durante o segundo episódio em 8 de abril de 2021. |
| 1        | 5     | The Boyz   | 'The Stealer (Epic version)'     | 573,026        | 2° lugar      | 0,000  | As apresentações foram transmitidas ao vivo em 23 de fevereiro de 2021, através do canal da Mnet no YouTube. O período de votação foi de 23 a 27 de fevereiro, e os resultados foram anunciados durante o primeiro episódio, em 1º de abril de 2021, para os grupos classificados de 3 a 5. Os grupos classificados em 1, 2 e 6 foram revelados durante o segundo episódio em 8 de abril de 2021. |
| 1        | 6     | iKON       | 'Rhythm Ta (Kingdom version)'    | 489,971        | 6° lugar      | 0,000  | As apresentações foram transmitidas ao vivo em 23 de fevereiro de 2021, através do canal da Mnet no YouTube. O período de votação foi de 23 a 27 de fevereiro, e os resultados foram anunciados durante o primeiro episódio, em 1º de abril de 2021, para os grupos classificados de 3 a 5. Os grupos classificados em 1, 2 e 6 foram revelados durante o segundo episódio em 8 de abril de 2021. |

### Primeira Rodada - Para o Mundo
- O grupo venceu a rodada
- O grupo ficou em último na rodada

| Episódio | Ordem | Artista    | Nome da Performance                            | Votos dos Especialistas | Votos dos Especialistas | Pontos de Autoavaliação | Pontos de Autoavaliação | Votação Global | Votação Global | Visualizações no YouTube | Visualizações no YouTube | Total de Pontos | Classificação |
| -------- | ----- | ---------- | ---------------------------------------------- | ----------------------- | ----------------------- | ----------------------- | ----------------------- | -------------- | -------------- | ------------------------ | ------------------------ | --------------- | ------------- |
| 2        | 1     | The Boyz   | 'No Air (A Song of Ice and Fire)'              | 3°                      | 1.000,000               | 4°                      | 833,333                 | 5°             | —              | 6°                       | —                        | 3.142,066       | 3° lugar      |
| 2        | 2     | iKON       | 'Love Scenario & Killing Me (Kingdom version)' | 5°                      | 333,333                 | 5°                      | 555,556                 | 2°             | —              | 3°                       | —                        | 2.747,719       | 5° lugar      |
| 2        | 3     | BtoB       | 'Missing You (Theatre version)'                | 5°                      | 333,333                 | 2°                      | 1.111,111               | 4°             | —              | 4°                       | —                        | 2.969,431       | 4° lugar      |
| 3        | 4     | Stray Kids | '自神 (God's Menu + Side Effects)'             | 2°                      | 1.333,333               | 2°                      | 1.111,111               | 1°             | —              | 1°                       | —                        | 4.679,776       | 2° lugar      |
| 3        | 5     | Ateez      | 'Symphony No.9 (From the Wonderland)'          | 1°                      | 1.555,556               | 1°                      | 1.388,889               | 3°             | —              | 5°                       | —                        | 4.418,537       | 1° lugar      |
| 3        | 6     | SF9        | 'Jealous'                                      | 2°                      | 444,444                 | 6°                      | 0,000                   | 6°             | —              | 2°                       | —                        | 2.042,471       | 6° lugar      |

### Segunda Rodada - Re:Nascer
- O grupo venceu a rodada
- O grupo ficou em último na rodada

| Episódio | Ordem | Artista    | Nome da Performance                            | Artista Original | Votos dos Especialistas | Votos dos Especialistas | Pontos de Autoavaliação | Pontos de Autoavaliação | Votação Global | Votação Global | Visualizações no YouTube | Visualizações no YouTube | Total de Pontos | Classificação |
| -------- | ----- | ---------- | ---------------------------------------------- | ---------------- | ----------------------- | ----------------------- | ----------------------- | ----------------------- | -------------- | -------------- | ------------------------ | ------------------------ | --------------- | ------------- |
| 4        | 1     | SF9        | 'The Stealer (The Scene)'                      | The Boyz         | 4°                      | 747,126                 | 1°                      | 1.388,889               | 6°             | 144,425        | 5°                       | 1.213,682                | 3.494,122       | 3° lugar      |
| 4        | 2     | The Boyz   | 'O Sole Mio (The Red Wedding)'                 | SF9              | 2°                      | 919,540                 | 6°                      | 0,000                   | 4°             | 291,483        | 2°                       | 1.323,199                | 2.534,222       | 6° lugar      |
| 4        | 3     | iKON       | 'Inception (iKON version)'                     | Ateez            | 3°                      | 862,069                 | 3°                      | 833,333                 | 2°             | 403,639        | 4°                       | 1.280,600                | 3,379.641       | 5° lugar      |
| 5        | 4     | Ateez      | 'Rhythm Ta (The Awakening of Summer)'          | iKON             | 1°                      | 1.321,839               | 3°                      | 833,333                 | 3°             | 305,001        | 6°                       | 1.146,890                | 3.607,063       | 1° lugar      |
| 5        | 5     | BtoB       | 'Back Door'                                    | Stray Kids       | 5°                      | 632,184                 | 1°                      | 1.388,889               | 5°             | 284,497        | 3°                       | 1.293,133                | 3.598,703       | 2° lugar      |
| 5        | 6     | Stray Kids | 'Pray (I'll Be Your Man) (Stray Kids version)' | BtoB             | 6°                      | 517,241                 | 5°                      | 555,556                 | 1°             | 570,954        | 1°                       | 1.742,497                | 3.386,248       | 4° lugar      |

### Terceira Rodada - Sem Limite

#### Terceira Rodada (Parte 1) - Sem Limite (Colaboração)
| Episódio | Ordem                                                                           | Artistas                                                                                               | Nome da Performance | Votos dos Jurados Especiais | Total de Pontos | Classificação | Nota(s) |
| 7        |                                                                                 | |                     |                             |                 |               | |
| -------- | ------------------------------------------------------------------------------- | --- | ------------------- | --------------------------- | --------------- | ------------- | --- |
| 7        | Rap                                                                             | Rap | Rap                 | Rap                         | Rap             | Rap           | As apresentações das colaborações foram avaliadas por um total de 33 jurados especiais que votaram no local para decidir qual colaboração venceu cada rodada (rap, dança e vocal). Os jurados especiais incluem os membros do Super Junior, Shindong e Donghae, o produtor e CEO da Brand New Music, Rhymer, o "criador de idols", Shinsadong Tiger, o crítico musical, Kim Youngdae, a equipe de produção MonoTree, a coreógrafa Lia Kim e integrantes dos grupos BDC, Weeekly, Tri.be e Mirae. |
| 7        | 1                                                                               | It's One iKON (BOBBY) SF9 (Hwiyoung) The Boyz (Sunwoo)                                                 | 'Full DASH'         | 10                          | 0,000           | 2° lugar      | As apresentações das colaborações foram avaliadas por um total de 33 jurados especiais que votaram no local para decidir qual colaboração venceu cada rodada (rap, dança e vocal). Os jurados especiais incluem os membros do Super Junior, Shindong e Donghae, o produtor e CEO da Brand New Music, Rhymer, o "criador de idols", Shinsadong Tiger, o crítico musical, Kim Youngdae, a equipe de produção MonoTree, a coreógrafa Lia Kim e integrantes dos grupos BDC, Weeekly, Tri.be e Mirae. |
| 7        | 2                                                                               | Mayfly BtoB (Minhyuk) Stray Kids (Bang Chan, Changbin, Han) Ateez (Hongjoong)                          | 'Colours'           | 23                          | 5.000,000       | 1° lugar      | As apresentações das colaborações foram avaliadas por um total de 33 jurados especiais que votaram no local para decidir qual colaboração venceu cada rodada (rap, dança e vocal). Os jurados especiais incluem os membros do Super Junior, Shindong e Donghae, o produtor e CEO da Brand New Music, Rhymer, o "criador de idols", Shinsadong Tiger, o crítico musical, Kim Youngdae, a equipe de produção MonoTree, a coreógrafa Lia Kim e integrantes dos grupos BDC, Weeekly, Tri.be e Mirae. |
| 7        | Dança                                                                           | |                     |                             |                 |               | As apresentações das colaborações foram avaliadas por um total de 33 jurados especiais que votaram no local para decidir qual colaboração venceu cada rodada (rap, dança e vocal). Os jurados especiais incluem os membros do Super Junior, Shindong e Donghae, o produtor e CEO da Brand New Music, Rhymer, o "criador de idols", Shinsadong Tiger, o crítico musical, Kim Youngdae, a equipe de produção MonoTree, a coreógrafa Lia Kim e integrantes dos grupos BDC, Weeekly, Tri.be e Mirae. |
| 7        | 3                                                                               | It's One iKON (Donghyuk) SF9 (Taeyang) The Boyz (Juyeon)                                               | 'King and Queen'    | 11                          | 0,000           | 2° lugar      | As apresentações das colaborações foram avaliadas por um total de 33 jurados especiais que votaram no local para decidir qual colaboração venceu cada rodada (rap, dança e vocal). Os jurados especiais incluem os membros do Super Junior, Shindong e Donghae, o produtor e CEO da Brand New Music, Rhymer, o "criador de idols", Shinsadong Tiger, o crítico musical, Kim Youngdae, a equipe de produção MonoTree, a coreógrafa Lia Kim e integrantes dos grupos BDC, Weeekly, Tri.be e Mirae. |
| 7        | 4                                                                               | Mayfly BtoB (Peniel) Stray Kids (Lee Know, Felix, I.N) Ateez (Wooyoung, San, Yunho, Yeosang, Seonghwa) | 'Wolf'              | 22                          | 5.000,000       | 1° lugar      | As apresentações das colaborações foram avaliadas por um total de 33 jurados especiais que votaram no local para decidir qual colaboração venceu cada rodada (rap, dança e vocal). Os jurados especiais incluem os membros do Super Junior, Shindong e Donghae, o produtor e CEO da Brand New Music, Rhymer, o "criador de idols", Shinsadong Tiger, o crítico musical, Kim Youngdae, a equipe de produção MonoTree, a coreógrafa Lia Kim e integrantes dos grupos BDC, Weeekly, Tri.be e Mirae. |
| 8        |                                                                                 | |                     |                             |                 |               | As apresentações das colaborações foram avaliadas por um total de 33 jurados especiais que votaram no local para decidir qual colaboração venceu cada rodada (rap, dança e vocal). Os jurados especiais incluem os membros do Super Junior, Shindong e Donghae, o produtor e CEO da Brand New Music, Rhymer, o "criador de idols", Shinsadong Tiger, o crítico musical, Kim Youngdae, a equipe de produção MonoTree, a coreógrafa Lia Kim e integrantes dos grupos BDC, Weeekly, Tri.be e Mirae. |
| Vocal    |                                                                                 | |                     |                             |                 |               | As apresentações das colaborações foram avaliadas por um total de 33 jurados especiais que votaram no local para decidir qual colaboração venceu cada rodada (rap, dança e vocal). Os jurados especiais incluem os membros do Super Junior, Shindong e Donghae, o produtor e CEO da Brand New Music, Rhymer, o "criador de idols", Shinsadong Tiger, o crítico musical, Kim Youngdae, a equipe de produção MonoTree, a coreógrafa Lia Kim e integrantes dos grupos BDC, Weeekly, Tri.be e Mirae. |
| 5        | It's One iKON (Junhoe, Jinhwan) SF9 (Inseong, Jaeyoon) The Boyz (Sangyeon, New) | 'Spark'                                                                                                | 0                   | 0,000                       | 2° lugar        |               | As apresentações das colaborações foram avaliadas por um total de 33 jurados especiais que votaram no local para decidir qual colaboração venceu cada rodada (rap, dança e vocal). Os jurados especiais incluem os membros do Super Junior, Shindong e Donghae, o produtor e CEO da Brand New Music, Rhymer, o "criador de idols", Shinsadong Tiger, o crítico musical, Kim Youngdae, a equipe de produção MonoTree, a coreógrafa Lia Kim e integrantes dos grupos BDC, Weeekly, Tri.be e Mirae. |
| 6        | Mayfly BtoB (Eunkwang) Stray Kids (Seungmin) Ateez (Jongho)                     | 'Love Poem'                                                                                            | 23                  | 5.000,000                   | 1° lugar        |               | As apresentações das colaborações foram avaliadas por um total de 33 jurados especiais que votaram no local para decidir qual colaboração venceu cada rodada (rap, dança e vocal). Os jurados especiais incluem os membros do Super Junior, Shindong e Donghae, o produtor e CEO da Brand New Music, Rhymer, o "criador de idols", Shinsadong Tiger, o crítico musical, Kim Youngdae, a equipe de produção MonoTree, a coreógrafa Lia Kim e integrantes dos grupos BDC, Weeekly, Tri.be e Mirae. |

## Audiência
Nas pontuações abaixo, a pontuação mais alta será em vermelho e a pontuação mais baixa será em azul. Algumas das pontuações encontradas já foram arredondadas para 1 casa decimal, pois geralmente são pontuações mais baixas em termos de audiência do dia.
| Episódio | Data de transmissão | AGB Nielsen |
| -------- | ------------------- | ----------- |
| 1        | 1 de abril de 2021  | 0,3%        |
| 2        | 8 de abril de 2021  | 0,5%        |
| 3        | 15 de abril de 2021 | 0,2%        |
| 4        | 22 de abril de 2021 | 0,5%        |
| 5        | 29 de abril de 2021 | 0,5%        |
| 6        | 6 de maio de 2021   | 0,4%        |
| 7        | 13 de maio de 2021  | 0,3%        |
| 8        | 20 de maio de 2021  | 0,5%        |
| 9        | 27 de maio de 2021  | %           |

## Controvérsia
Em 29 de março de 2021, a controvérsia surgiu após os relatos de representantes da indústria de um problema no meio da gravação das apresentações durante a primeira rodada. Cada grupo foi notificado de que o orçamento máximo para decoração de palco seria de ₩5 milhões de wons (aproximadamente R$24.357,07 reais) por equipe. No entanto, durante a gravação, agências de grupos que comparativamente não tinham um cenário extravagante e adereços que pareciam estar muito além do orçamento supostamente confrontaram a equipe de produção sobre o assunto e questionaram se era devido a CJ ENM investir na agência do outro grupo. De acordo com o relatório, a equipe de produção rebateu afirmando que era porque os adereços do grupo eram de seu show, mas como os outros grupos também fizeram shows e tinham adereços que poderiam ter sido usados, suas agências continuaram a se manifestar.
Em resposta, durante a coletiva de imprensa realizada em 1º de abril, CP Park Chan-wook declarou: "Peço desculpas por um problema ter sido levantado antes da estreia do programa. Mas não tivemos que interromper a gravação devido à reclamação de alguém. Não houve também nenhum favoritismo em relação a uma determinada equipe. Espero que as seis equipes e suas agências não tenham sido prejudicadas por esse problema. Na segunda rodada, conversamos com cada agência sobre as partes que faltavam na primeira rodada. Todos negociamos e concordamos uma maneira de destacar bem os criativos de cada equipe. A partir da terceira rodada, com as condições acordadas por todas as seis equipes, garantiremos que não haja mais problemas como esse."